# Glenea moutrouzieri
Glenea moutrouzieri é uma espécie de escaravelho da família Cerambycidae. Foi descrita por James Thomson em 1865.